# Sabri Koçi
Haxhi Hafiz Sabri Koçi (Orenjë, 13 maggio 1921 – 18 giugno 2004) è stato un ʿĀlim e sceicco albanese.

## Biografia
Dal 1990 fino alla sua morte ha guidato la comunità sunnita albanese servendo come Gran mufti. Educato a Scutari, divenne Imam di Drivasto nel periodo 1938 - 1939 prima di tornare a Scutari a svolgere lo stesso compito. Divenne muftī di Croia nel 1955, stesso ruolo che assunse a Kavajë l'anno dopo.
Venne arrestato dal regime comunista albanese con l'accusa di resistenza alla secolarizzazione il 14 giugno 1966, e uscì di prigione solo il 26 ottobre 1986. Dopo che, nel 1991, la comunità musulmana albanese venne riconosciuta dallo stato, servì come Gran mufti d'Albania, ruolo che alla sua morte venne assunto da Selim Muça.